# Beaumont-lès-Tours
Beaumont-lès-Tours est une ancienne commune d'Indre-et-Loire, située au sud-ouest de Tours, autour de l'ancienne abbaye de Beaumont-lès-Tours.
La commune était située au sein de l'actuel quartier Giraudeau de Tours, et a notamment donné son nom à la caserne militaire de Beaumont construite en 1913, fermée en 2009 et en attente de destruction. 

## Histoire
En 1823, Beaumont-lès-Tours est annexé par la commune de Saint-Étienne-Extra, elle-même annexé par la commune de Tours en 1845.

## Démographie
| 1793 | 1800 | 1806 | 1821 |
| ---- | ---- | ---- | ---- |
| 324  | 311  | 250  | 276  |